# El juramento de Torak
El Juramento de Torak (en inglés: Oath Breaker, Romper el juramento o El juramento roto) es el quinto libro de la sexalogía Las Crónicas de la prehistoria, de la escritora inglesa Michelle Paver. Una serie de aventuras prehistóricas que encantarán a niños y jóvenes de todas las edades.

## Argumento
En el mundo prehistórico, tan lleno de adversidades y peligros, los parientes deben protegerse mutuamente. Por eso, cuando Bale cae por un precipicio y se descubre que no ha sido un accidente, Torak se siente culpable por no haber estado junto a él cuando ocurrieron los funestos hechos y jura vengar su muerte. Así pues, Renn y Torak emprenden la búsqueda del asesino, que se ha refugiado en el Bosque Profundo, donde prepara una guerra para convertirse en amo y señor del territorio. Se trata de un enemigo enormemente poderoso, pero si alguien puede detenerlo y hacerle pagar por sus crímenes es Torak. ¿Lo conseguirá, o al final el caos cundirá irreparablemente en el Bosque?